# Natação no Campeonato Mundial de Esportes Aquáticos de 2017 - 50 m costas masculino
A prova dos 50 metros costas masculino da natação no Campeonato Mundial de Esportes Aquáticos de 2017 ocorreu nos dias 29 de julho e 30 de julho em Budapeste na Hungria.

## Recordes
Antes desta competição, os recordes mundiais e do campeonato nesta prova eram os seguintes:
| Tipo                  | Atleta       | Tempo | Local | Data                |
| --------------------- | ------------ | ----- | ----- | ------------------- |
|                       | Liam Tancock | 24.04 | Roma  | 2 de agosto de 2009 |
| Recorde do campeonato | Liam Tancock | 24.04 | Roma  | 2 de agosto de 2009 |

## Medalhistas
| Ouro                  | Prata            | Bronze             |
| Camille Lacourt (FRA) | Junya Koga (JPN) | Matt Grevers (USA) |

## Resultados

### Eliminatórias
Esses foram os resultados das eliminatórias. Foram realizadas no dia 29 de julho com início às 09:51. 
| Pos. | Bateria | Raia               | Nadador                | Nacionalidade  | Tempo | Notas |
| ---- | ------- | ------------------ | ---------------------- | -------------- | ----- | ----- |
| 1    | 6       | 5                  | Junya Koga             | Japão          | 24.54 | Q     |
| 2    | 5       | 4                  | Camille Lacourt        | França         | 24.58 | Q     |
| 3    | 6       | 4                  | Xu Jiayu               | China          | 24.78 | Q     |
| 3    | 7       | 5                  | Matt Grevers           | Estados Unidos | 24.78 | Q     |
| 5    | 5       | 3                  | Jérémy Stravius        | França         | 24.80 | Q     |
| 6    | 7       | 7                  | Jonatan Kopelev        | Israel         | 24.86 | Q     |
| 6    | 7       | 4                  | Justin Ress            | Estados Unidos | 24.86 | Q     |
| 8    | 5       | 5                  | Grigoriy Tarasevich    | Rússia         | 24.88 | Q     |
| 9    | 5       | 6                  | Richárd Bohus          | Hungria        | 24.93 | Q     |
| 10   | 6       | 6                  | Pavel Sankovich        | Bielorrússia   | 24.94 | Q,    |
| 11   | 5       | 1                  | Apostolos Christou     | Grécia         | 24.99 | Q     |
| 12   | 5       | 0                  | Won Young-jun          | Coreia do Sul  | 25.10 | Q     |
| 12   | 7       | 3                  | Tomasz Polewka         | Polónia        | 25.10 | Q     |
| 14   | 6       | 3                  | Guilherme Guido        | Brasil         | 25.13 | Q     |
| 15   | 4       | 3                  | Javier Acevedo         | Canadá         | 25.16 | Q     |
| 16   | 6       | 1                  | I Gede Siman Sudartawa | Indonésia      | 25.17 | Q     |
| 17   | 6       | 2                  | Kliment Kolesnikov     | Rússia         | 25.23 |       |
| 18   | 6       | 8                  | Matteo Milli           | Itália         | 25.24 |       |
| 18   | 7       | 6                  | Mitch Larkin           | Austrália      | 25.24 |       |
| 20   | 7       | 2                  | Marek Ulrich           | Alemanha       | 25.27 |       |
| 21   | 7       | 8                  | Bohdan Kasian          | Ucrânia        | 25.31 |       |
| 22   | 5       | 8                  | Josh Beaver            | Austrália      | 25.44 |       |
| 23   | 5       | 2                  | Shane Ryan             | Irlanda        | 25.48 |       |
| 24   | 6       | 7                  | Guy Barnea             | Israel         | 25.52 |       |
| 25   | 4       | 4                  | Mohamed Samy           | Egito          | 25.55 |       |
| 25   | 7       | 1                  | Viktar Staselovich     | Bielorrússia   | 25.55 |       |
| 27   | 4       | 6                  | Charles Hockin         | Paraguai       | 25.56 |       |
| 27   | 5       | 7                  | Gábor Balog            | Hungria        | 25.56 |       |
| 27   | 6       | 0                  | Dmytro Gurnytskyi      | Ucrânia        | 25.56 |       |
| 30   | 7       | 9                  | Quah Zheng Wen         | Singapura      | 25.58 |       |
| 31   | 7       | 0                  | Kacper Stokowski       | Polónia        | 25.63 |       |
| 32   | 6       | 9                  | Lê Nguyễn Paul         | Vietname       | 25.64 |       |
| 33   | 4       | 8                  | Markus Lie             | Noruega        | 25.71 |       |
| 34   | 4       | 5                  | Ralf Tribuntsov        | Estónia        | 25.78 |       |
| 35   | 5       | 9                  | Gytis Stankevičius     | Lituânia       | 25.90 |       |
| 36   | 4       | 2                  | Robinson Molina        | Venezuela      | 25.94 |       |
| 37   | 4       | 7                  | Daniel Hunter          | Nova Zelândia  | 26.02 |       |
| 38   | 4       | 9                  | Gabriel Lópes          | Portugal       | 26.05 |       |
| 39   | 3       | 4                  | Girts Feldberg         | Letônia        | 26.27 |       |
| 40   | 3       | 3                  | Christopher Courtis    | Barbados       | 26.42 |       |
| 41   | 3       | 5                  | Mehdi Benbara          | Argélia        | 26.57 |       |
| 42   | 3       | 6                  | Driss Lahrichi         | Marrocos       | 26.60 |       |
| 43   | 3       | 7                  | Madhu Prathapan        | Índia          | 27.17 |       |
| 44   | 3       | 2                  | David van der Colff    | Botswana       | 27.67 |       |
| 45   | 3       | 1                  | Narang Pornsiriporn    | Tailândia      | 27.84 |       |
| 46   | 2       | 7                  | Juwel Ahmmed           | Bangladesh     | 28.50 |       |
| 47   | 1       | 4                  | Muhammad Khan          | Paquistão      | 28.97 |       |
| 48   | 3       | 8                  | Jayhan Odlum-Smith     | Santa Lúcia    | 29.95 |       |
| 49   | 3       | 0                  | Nabeel Hatoum          | Palestina      | 30.69 |       |
| 50   | 1       | 3                  | Thol Thoeun            | Camboja        | 30.72 |       |
| 51   | 2       | 6                  | Santisouk Inthavong    | Laos           | 31.96 |       |
| 52   | 2       | 1                  | Billy-Scott Irakose    | Burundi        | 33.14 |       |
| 53   | 2       | 8                  | Ramziyor Khorkashov    | Tajiquistão    | 33.89 |       |
| 54   | 2       | 5                  | Ebrahim Al-Maleki      | Iêmen          | 34.07 |       |
| 55   | 3       | 9                  | Ablam Awoussou         | Benim          | 34.47 |       |
|      | 1       | 5                  | Adama Ndir             | Senegal        | DNS   | DNS   |
| 2    | 4       | Moris Beale        | Serra Leoa             |                | DNS   | DNS   |
| 2    | 2       | Chaoili Aonzoudine | Comores                |                | DNS   | DNS   |
| 2    | 3       | Tano Atta          | Costa do Marfim        |                | DNS   | DNS   |
| 4    | 0       | Omar Pinzón        | Colômbia               |                | DNS   | DNS   |

### Semifinal
Esses foram os resultados das semifinais. Foram realizadas no dia 29 de julho com início às 18h45. 
Semifinal 1
| Pos. | Raia | Nadador                | Nacionalidade  | Tempo | Notas            |
| ---- | ---- | ---------------------- | -------------- | ----- | ---------------- |
| 1    | 4    | Camille Lacourt        | França         | 24.30 | Q                |
| 2    | 5    | Matt Grevers           | Estados Unidos | 24.65 | Q                |
| 3    | 2    | Pavel Sankovich        | Bielorrússia   | 24.74 | Q,               |
| 4    | 3    | Jonatan Kopelev        | Israel         | 24.84 | Q                |
| 5    | 6    | Grigoriy Tarasevich    | Rússia         | 24.86 |                  |
| 6    | 1    | Guilherme Guido        | Brasil         | 24.91 |                  |
| 7    | 7    | Won Young-jun          | Coreia do Sul  | 25.02 | Recorde nacional |
| 8    | 8    | I Gede Siman Sudartawa | Indonésia      | 25.04 | Recorde nacional |

Semifinal 2
| Pos. | Raia | Nadador            | Nacionalidade  | Tempo | Notas |
| ---- | ---- | ------------------ | -------------- | ----- | ----- |
| 1    | 4    | Junya Koga         | Japão          | 24.44 | Q     |
| 2    | 5    | Xu Jiayu           | China          | 24.67 | Q     |
| 3    | 6    | Justin Ress        | Estados Unidos | 24.70 | Q     |
| 4    | 3    | Jérémy Stravius    | França         | 24.81 | Q     |
| 5    | 2    | Richárd Bohus      | Hungria        | 24.88 |       |
| 5    | 7    | Apostolos Christou | Grécia         | 24.88 |       |
| 7    | 1    | Tomasz Polewka     | Polónia        | 24.95 |       |
| 8    | 8    | Javier Acevedo     | Canadá         | 25.13 | =     |

### Final
A final foi realizada em 30 de julho às 18h05. 
| Pos.              | Raia | Nadador         | Nacionalidade  | Tempo | Notas |
| ----------------- | ---- | --------------- | -------------- | ----- | ----- |
| Medalha de ouro   | 4    | Camille Lacourt | França         | 24.35 |       |
| Medalha de prata  | 5    | Junya Koga      | Japão          | 24.51 |       |
| Medalha de bronze | 3    | Matt Grevers    | Estados Unidos | 24.56 |       |
| 4                 | 1    | Jérémy Stravius | França         | 24.61 |       |
| 5                 | 6    | Xu Jiayu        | China          | 24.74 |       |
| 6                 | 2    | Justin Ress     | Estados Unidos | 24.77 |       |
| 7                 | 7    | Pavel Sankovich | Bielorrússia   | 24.83 |       |
| 8                 | 8    | Jonatan Kopelev | Israel         | 24.85 |       |

Legenda
| Recorde mundial       | Recorde mundial (World record)               |                       | Recorde africano                      | Recorde africano (African) |                                           | Q | Classificado por posição (Qualified) |
| Recorde do campeonato | Recorde do campeonato (Championship record)  | Recorde da América    | Recorde da América (Americas)         | q                          | Classificado por melhor tempo (Qualified) |   |                                      |
| Melhor marca do ano   | Melhor marca do ano (World leading)          | Recorde asiático      | Recorde asiático (Asian)              | DNS                        | Não largou (Did not start)                |   |                                      |
| Recorde nacional      | Recorde nacional (National record)           | Recorde europeu       | Recorde europeu (European)            | DNF                        | Não terminou (Did not finish)             |   |                                      |
| Recorde pessoal       | Recorde pessoal do atleta (Personal best)    | Recorde da Oceania    | Recorde da Oceania (Oceania)          | DSQ / DQ                   | Desclassificado (Disqualified)            |   |                                      |
| Recorde da temporada  | Recorde da temporada do atleta (Season best) | Recorde sul-americano | Recorde sul-americano (South America) | NM                         | Sem marca (No mark)                       |   |                                      |